# Мингарелли, Юг
Юг Мингарелли (фр. Hugues Mingarelli; род. 1954) — французский дипломат итальянского происхождения. Глава представительства ЕС в Украине (2016—2019).

## Биография
Юг Мингарелли начал свою карьеру как финансовый аналитик в Париже (1979—1982), работал директором, ответственным за проведение аудита структурных фондов Европейского суда аудиторов (1982—1984), был главным администратором (по Нигерии) Европейского фонда развития (1985—1987).
В 1987—1990 годах — работал в Генеральной дирекции по развитию (DG DEV) Европейской комиссии.
В 1990—1999 годах — работал в Генеральной дирекции по внешним связям (РЕЛЕКС) как руководитель группы для Содружества Независимых Государств (СНГ).
В 2000—2002 годах — директор Европейского агентства по реконструкции (Управление помощи ЕС в Косово, Сербии, Черногории и бывшей Югославской Республики Македония).
В 2002—2007 годах — директор по странам Восточной Европы, Кавказа и Центральной Азии.
В 2007 году — директор по Ближнему Востоку и Южному Средиземноморью.
В 2007—2010 годах — заместитель Генерального директора по вопросам Восточной Европы, Кавказа, Центральной Азии, Северной Африки, Ближнего Востока для европейской политики соседства.
С января 2011 года — первый управляющий директор по вопросам Северной Африки, Ближнего Востока, Аравийского полуострова, Ирана и Ирака в Европейской службе внешних действий (ЕСВД).
Стоял у истоков Соглашения об ассоциации Украина-ЕС, именно Мингарелли до конца 2010 года был главным переговорщиком со стороны ЕС относительно «нового усиленного соглашения». Некоторое время не хотел, чтобы в названии Соглашения между Украиной и ЕС было слово «ассоциация».
8 сентября 2016 года вручил верительные грамоты Президенту Украины Петру Порошенко.

## Награды
- Орден «За заслуги» II степени (22 августа 2020 года, Украина) — за весомый личный вклад в укрепление международного авторитета Украины, развитие межгосударственного сотрудничества, плодотворную общественную деятельность[8].